# 井上真悟
井上真悟（1980年9月27日—）是日本男子田徑運動員，在超馬界赫赫有名。井上在2010年的24小時超馬賽，曾創下273.708公里的紀錄，關家良一與井上真悟兩人的實力可以說是伯仲之間、難分軒輊。